# الإسلام والصحة النفسية
على الرغم من التاريخ الغني للتقدم في مجال الصحة النفسية في العالم الإسلامي، ولا سيما خلال عصر النهضة من القرن الثامن إلى القرن الثالث عشر، هناك ندرة في استخدام الصحة النفسية بين المسلمين، وخاصة في الغرب. باعتبارها الدين الأسرع نموًا في الولايات المتحدة، ومجموعة الأقلية التي لديها أعلى احتمالية لمواجهة الإيذاء النفسي والاجتماعي، حدد الباحثون رعاية-الصحة النفسية غير الكفؤة ثقافيًا باعتبارها إحدى العقبات الرئيسية التي تمنع المسلمين من التماس الرعاية أو الاستمرار فيها. يجري العمل من قبل الأطباء والباحثين وغيرهم من دعاة الصحة النفسية المسلمين للاستفادة من أعمال علوم الصحة الإسلامية القوية والمتوافقة مع الدين والتقنيات الطبية والعلاج النفسي المعاصرة لإنشاء نموذج تكاملي مناسب لمسلم العصر الحديث.